# 什石洋辉祖祠
什石洋辉祖祠，位于中国广东省揭阳市普宁市大南山镇什石洋村，为普宁市的一个县级文物保护单位，类型为近现代重要史迹及代表性建筑，公布时间为1961年。
什石洋辉祖祠的历史年代为1928年。